# Ardisia burgeri
Ardisia burgeri är en viveväxtart som beskrevs av C.L. Lundell. Ardisia burgeri ingår i släktet Ardisia och familjen viveväxter. Inga underarter finns listade i Catalogue of Life.